# أفكان آلا
أفكان آلا (بالتركية: Efkan Ala)‏ (وُلد في 21 فبراير 1965، أرضروم، تركيا)، هو سياسي تركي ينتمي لحزب العدالة والتنمية التركي، أصبح وزيراً للداخلية من 25 ديسمبر 2013 إلى 7 مارس 2015 ثم من 24 نوفمبر 2015 حتى 31 أغسطس 2016، كما اُنتخِب عضواً في البرلمان التركي في 2015، إضافة إلى ذلك فقد شغل سابقاً منصب حاكم بطمان من 2003 إلى 2004، ثم حاكم ديار بكر من 2004 إلى 2007، ووكيل لرئيس الوزراء من 2007 إلى 2013. فضلاً عن قيادته للحملة الأمنية على جماعة فتح الله غولن بعد محاولة الانقلاب في تركيا 2016 التي باءت بالفشل.

## حياته

### النشأة والدراسة
ازداد أفكان آلا بتاريخ 21 فبراير 1965 في بلدة أولتو بمحافظة أرضروم، وسط من عائلة مسلمة سنية لديها ثمانية أبناء، يدعى أبوه غونول أما فاسمها أمه تامال آلا، وهو متزوج من غولسرين آلا وأنجب معها ابنين اثنين. وقد درس المرحلة الابتدائية في مسقط رأسه بأولتو، ثم التحق بمدينة أرضروم قصد إتمام الدراسة المتوسطية والثانوية، وقد حاز على شهادة الباكالوريوس في الإدارة العامة من كلية العلوم السياسية بجامعة اسطنبول عام 1987. كما تخصص في الإدارة الحكومية لمدة عامين في مكتب محافظة صقاريا الحكومي ثم بجامعة توركي للغات في بريطانيا بين عامي 1989 و1990. وهو يجيد اللغة الإنجليزية إضافة للغته الأم، التركية.

### المسار المهني والسياسي
تقلد أفكان آلا منصب وزير الداخلية يوم 25 ديسمبر 2013 في الحكومة التركية التي كان يتزعمها رجب طيب أردوغان عقب الاحتجاجات التي عرفتها تركيا آنذاك في حديقة جيزي باركبميدان تقسيم بمدينة إسطنبول في سبتمبر 2013، والتي على إثرها بدأ الصراع بين الحكومة التركية وجماعة غولن، حيث اُتهمت هذه الأخيرة بتدبير مؤامرة للإطاحة بحكم حزب العدالة والتنمية التركي عن طريق تحريض الشارع على التظاهر، وإطلاق عناصر الشرطة التابعين لها للنار على المتظاهرين وقتلهم لزيادة الاحتقان الشعبي ضد حكومة أردوغان.

 وقد استمر في منصبه هذا إلى 7 مارس 2015، إذ قدَّم استقالته للتفرغ للترشح في الانتخابات البرلمانية التركية في يونيو 2015. وبعد 8 أشهر من الاستقالة، أُعيد تنصيبه في ذات المنصب في حكومة أحمد داود أوغلو، في 24 نوفمبر 2015 وظل به إلى أن استقال مجدداً في 31 أغسطس 2016، دون طرح الأسباب التي اضطرته للاستقالة التي تمت عقب موجة من الهجمات شهدتها المدن التركية خاصة مدينة غازي عنتاب، ومدن أخرى في الجنوب الشرقي. حيث خلفه سليمان صويلو. وقد صار نائباً في البرلمان التركي بعد انتخابه عن حزب العدالة والتنمية التركي في الانتخابات التشريعية المبكرة التي أُجريت في تركيا في 1 نوفمبر 2015، والتي استرجع فيها حزبه أغلبيته البرلمانية وأصبح بإمكانه تشكيل الحكومة منفرداً. أما سابقاً فقد كان أفكان قد تقلد منصب مساعد لرئيس حكومة رجب طيب أردوغان خلال الفترة بين عامي 2007 و2013، وعمل قبل ذلك محافظاً لديار بكر بين عامي 2004 و2007، وكان قبل ذلك محافظاً لبطمان من 2003 إلى 2004.
كما كان قد اشتغل لمدة عامين في التسعينيات في مكاتب الإدارة الحكومية في مدينة أديرناك بازاري بمحافظة طرابزون وفي مدينة كاباتاش بمحافظة أردو، ثم عُيِّن مساعداً لمحافظ تونجلي.